# Grono
Grono é uma comuna da Suíça, no Cantão Grisões, com cerca de 896 habitantes. Estende-se por uma área de 14,83 km², de densidade populacional de 60 hab/km². Confina com as seguintes comunas: Cama, Castaneda, Dosso del Liro (IT-CO), Leggia, Roveredo, Santa Maria in Calanca, Verdabbio.
A língua oficial nesta comuna é o Italiano.